# Mihranides
Les Mihranides ou Maison de Mihrān sont une dynastie iranienne issue des sept grands clans ou  maisons parthes des empires arsacide et sassanide.

## Historique
Les Mihranides prétendent être issus des premiers Arsacides mais on ne trouve la première mention de leur nom que dans l’inscription du roi Shapur Ier, dite par les historiens occidentaux Res gestae divi Saporis, avec Astât Mihrân-de Ray-.
Le centre du pouvoir de cette famille, qui porte le titre héréditaire de Reyy, est situé dans la Comisène. Elle fournit plusieurs marzbans d'Arménie pendant la période  du marzpanat d'Arménie sous l'autorité des Sassanides : Chahpouhr Mihran, Chahpouhr de Reyy et un commandant en chef des troupes d'occupation, Mihrān Mihrevandak.  Au VIe siècle, un de ses représentants, le général Bahram Chūbīn, usurpe même le trône des « Grand-rois » sassanides.
Cyrille Toumanoff estime par ailleurs que la famille de Mihran est à l’origine de la dynastie dite des « Chosroïdes » d’Ibérie, qui monte sur le trône avec le roi Mirvan III d'Ibérie, époux de la fille d’Aspagour Ier, le dernier roi arsacide. L’historien considère également que les  Mihranides ont aussi régné sur les principautés de Gogarène et de Gardam puis sur l’ensemble de l’Albanie du Caucase du IVe siècle à 821. 
Après le meurtre cette année-là de Varaz-Tiridate II et de son fils et héritier, Étienne (II), le titre de prince de Gardman et de Prince-Primat (titulaire) d'Albanie du Caucase est porté par des princes arméniens haykides de Siounie, dont le premier, Atrnerseh Ier (mort en 853) fils de Sahak II, prince de Siounie occidentale ou Gegharkunik, épouse Spram, la sœur et héritière d'Étienne (II).

## Vitaxes de Gogarène
- 330-361 : Péroz Ier, prince de Gardam ;
- vers 400 : fils anonyme du précédent, dont la fille épouse Varaz-Bakour II d'Ibérie[3] ;
- vers 430 : Arschouscha Ier ;
- 449-455 : Bacurius II, épouse la sœur du roi Vakhtang Ier d'Ibérie ;
- mort vers 470 : Arschouscha II ;
- 470-482 : Varsken Ier, vice-roi d'Albanie du Caucase[4], marié à sainte Chouchanik Mamikonian ;
- 482-540 : Arschouscha III ;
- vers 608 : Arschouscha IV ;
- 627 : Vahram-Arschouscha V, capturé le 12 décembre 627 après la bataille de Ninive entre Héraclius et les armées de Khosro II ;
- vers 748 : Arschouscha VI, patrice Vitaxe de la maison de Péroz qui épouse une fille de Mirian Ier de Kakhétie.

## Princes de Gardman et Princes-Primats d'Albanie du Caucase
- v. 330-361 : Péroz, vitaxe de Gogarène ;
- v. 430 : Khours Ier ;
- v. 440 : Barzabod Ier, père de la princesse Sagdoukht, épouse de Mihrdat V d'Ibérie ;
- v. 450 : Varaz-Bakour Ier, son fils ;
- 480 : Mihran ou Mihr Ier ;
- 510 : Armayel Ier, son fils ;
- 540 : Vard Ier, son fils ;
- 570 : Vardan Ier Kadch, son fils, prince de Gardam ;
- 600 : Vard II, son fils ;
- 628-636 : Varaz-Grégoire Ier, son fils, « baptisé » en 628. Prince d'Albanie du Caucase pour l'Empire byzantin ;
- 636-680 : Djouanscher Ier, son fils, prince d'Albanie du Caucase pour le Grand-Roi sassanide (636-642), pour l'Empire byzantin avec le titre de propatrice (642-654), pour le Calife (654-680) ;
- 680-705 : Varaz-Tiridate Ier, fils de Varaz-Péroz, neveu du précédent prince d'Albanie du Caucase pour le Calife de 680 à 689, puis pour l'Empire byzantin de 689 à 699, puis de nouveau de 704 à 705 avec le titre de patrice ;
  - 699-704 : Schéroy Ier (hors dynastie) pour le parti anti-byzantin ;
- 710 : Vardan II, fils de Varaz-Tiridate Ier, prince titulaire d'Albanie du Caucase ;
- 740 : Narsès-Dzndak Ier, son fils, prince titulaire d'Albanie du Caucase ;
- 770 : Gagik Ier, son fils, prince titulaire d'Albanie du Caucase ;
- 800 : Step'annos ou Étienne Ier, son fils, prince titulaire d'Albanie du Caucase ;
- tué en 821 : Varaz-Tiridate II, descendant de Varaz-Grégoire Ier, prince titulaire d'Albanie du Caucase.